# Regiekamer
Een regiekamer is een kamer waar vanuit een organisatie of een activiteit gecontroleerd wordt aangestuurd.

## Korps landelijke politiediensten
De Regiekamer is een onderdeel van de Dienst IPOL van het KLPD. Zij ondersteunt, begeleidt en monitort de operationele producten en adviseert / ondersteunt het secretariaat van het OMT (Operationeel Management Team). Zij geeft overzicht, inzicht en samenhang van de operationele producten.

## Televisie
In de televisiewereld wordt vanuit de regiekamer een live-uitzending verzorgd. In de regiekamer zitten mensen die de ondertitels verzorgen, de camerastandpunten wijzigen zodat er altijd goed zicht op het onderwerp is, en het geluid harder of zachter zetten. Ook wordt vanuit de regiekamer continu contact gehouden met de mensen die de opnamen verzorgen.